# Tading
Tading (chinois simplifié : 塔丁乡 ; chinois traditionnel : 塔丁鄉 ; pinyin : tǎdīng xiāng) est un canton du xian de Xaitongmoin, Ville-préfecture de Shigatsé, dans la Région autonome du Tibet, en République populaire de Chine.
Il est subdivisé en quatre villages :
- Keru (克如村, kèrú cūn)
- Naineng (乃能村, nǎinéng cūn)
- Jiuru (久如村, jiǔrú cūn)
- Pu (普村, pǔ cūn)

Le Temple Sejie (色结寺) également appelé Temple Mujia Gongze (日加贡责寺) est un temple bön situé sur ce canton.